# Wayne's World 2
Wayne's World 2 är en amerikansk film från 1993 i regi av Stephen Surjik.

## Handling
Filmen är en uppföljare till 1992 års Wayne's World och handlar precis som sin föregångare om kompisarna Wayne och Garth som tillsammans har ett tv-program. I denna film så ska Wayne tillsammans med Garth starta en konsert. Den ska enligt en uppenbarelse Wayne fått i en dröm kunna bli större än woodstock. Käppar sätts dock i hjulen för Wayne när hans flickväns manager börjar lägga an på henne. Nu måste han få konserten att bli en succé men även vinna tillbaka sin livs kärlek.

## Om filmen
I filmen dyker rockmusikerna i bandet Aerosmith upp som cameoroller. 

## Rollista (i urval)
- Mike Myers - Wayne Campbell
- Dana Carvey - Garth Algar
- Christopher Walken - Bobby Cahn
- Tia Carrere - Cassandra Wong
- Chris Farley - Milton
- Steven Tyler - sig själv, sångare i Aerosmith
- Lee Tergesen - Terry
- Heather Locklear - sig själv
- Bob Odenkirk - konsertnörd
- Kim Basinger - Honey Horneé
- Drew Barrymore - Bjergen Kjergen
- Ted McGinley - Mr. Scream
- Charlton Heston - god skådespelare
- Ed O'Neill - Glen, Mikitas manager